# 左旦
左旦（1518年—？年），字君發，四川重慶府大足縣人，明朝政治人物。

## 生平
治《詩經》，嘉靖十九年（1540年）由縣學附學生中式庚子科四川鄉試第二十二名舉人，嘉靖二十三年甲辰科會試第二百七十二名，第三甲第一百七十一名進士。

## 家族
曾祖左伯訓；祖左萬迪；父左立教；母梁氏。具慶下，妻周氏，行一，弟昆；鼎；暹。